# Idle Flowers
Idle Flowers var ett brittiskt glamrockband som var aktivt under den första hälften av 1980-talet. Det är mest känt för att René Berg spelade gitarr och sjöng i det. Berg spelade med glamrockpionjärerna Hanoi Rocks under bandets sista halvår, och gav sig senare in på en solokarriär. 
Idle Flowers grundades år 1981 och tog sina influenser från klassiska rockgrupper som Rolling Stones och Faces, men också tidiga glamrockare som T. Rex och Rod Stewart. Gruppen fick en del publicitet när den fungerade som uppvärmare för Hanoi Rocks år 1983, men lyckades inte producera mer än en singel, som trots allt spelades in i Abbey Road Studios år 1984. Idle Flowers spelade också in en del demosånger för en fullängds-LP, som aldrig gjordes. Flera av låtarna dök senare upp på Bergs solo-skiva. När Berg hoppade in som basist i Hanoi Rocks, efter att Sam Yaffa lämnat bandet i mars 1985, lades bandet på is, och splittrades senare samma år. 
Berg avled under oklara omständigheter år 2003.

## Medlemmar
- René Berg – sång, gitarr
- Smash – trummor
- Froze — basgitarr
- Dougie – basgitarr
- Will Power – trummor

## Diskografi
- "All I Want Is You" / "Fizz Music" (singel, Miles Ahead Records, 1984)